# Meegan Warner
Meegan Warner (Sydney, 5 agosto 1991) è un'attrice australiana.

## Biografia
Conosciuta in patria per varie serie televisive, in seguito ricopre principalmente ruoli da guest star e apparizioni in film minori; arriva alla ribalta con il ruolo storico di Mary Woodhull nella serie tv AMC Turn: Washington's Spies e con quello di Rapunzel nella settima stagione di C'era una volta.

## Filmografia parziale

### Cinema
- 1MC: Something of Vengeance, regia di Martyn Park (2010)
- Boot, regia di Damien Power - cortometraggio (2012)
- Emily, regia di Benjamin Mathews - cortometraggio (2012)
- Maiden, regia di Martyn Park - cortometraggio (2013)
- Verità sepolte (The Veil), regia di Phil Joanou (2016)
- Scare Campaign, regia di Cameron e Colin Cairnes (2016)
- The Caretaker, regia di Jeff Prugh (2016)

### Televisione
- Rescue Special Ops – serie TV, 1 episodio (2009)
- Paper Giants: The Birth of Cleo – miniserie TV, 1 puntata (2011)
- Beauty and the Beast, regia di Yves Simoneau (2012)
- A Place to Call Home – serie TV, 1 episodio (2014)
- Turn: Washington's Spies – serie TV, 40 episodi (2014-2017)
- C'era una volta – serie TV, 3 episodi (2017)

## Doppiatrici italiane
Nelle versioni in italiano delle opere in cui ha recitato, Meegan Warner è stata doppiata da:
- Benedetta Degli Innocenti in C'era una volta